# Kostel svatého Jiří (Trnové)
Kostel svatého Jiří v Trnové je římskokatolický dřevěný kostel v žilinské městské části Trnové. Je to nejzápadněji lokalizovaná dřevěná sakrální stavba na Slovensku.
Písemné zmínky o přesném roku jeho výstavby se nedochovaly, je však jisté, že kostel stál v poslední třetině 16. století uprostřed hřbitova v severozápadní části tehdejší samostatné obce. V minulosti byla jeho součástí i dřevěná ohrada s kostnicí. Jednolodní dřevěná srubová stavba se sedlovou střechou byla pravděpodobně upravena podle vzoru staršího dřevěného kostelíka sv. Alžběty v Zábreži, na který se vnější architekturou nápadně podobá. Malá pravoúhlá svatyně je otočena na východ, vstup z otevřeného podvěží je na západ. Krátká loď má téměř dokonalý čtvercový půdorys, nad kterým byla v pozdějším období přistavěna věž, přičemž v jejím vrcholu byly umístěny dva vzácné zvony z období těsně po předpokládaném založení kostela (na větším je latinský nápis s rokem 1604, na menším jiný nápis s rokem 1606).
Interiér kostela doplňují úzká okna s masivním rámováním, na jednoduchých kovaných mřížích jsou iniciály ML a 10 Anno 1776 MKPC. Původní deskový obklad stěn interiéru se nezachoval, na dvoustranné varhanní empoře už také nezůstaly žádné stopy po dekoraci. Původní malovaná renesanční výzdoba pocházela od neznámého umělce z 1. poloviny 17. století. Vnitřní zařízení kostela se zachovalo jen částečně. Barokní oltář z 1. třetiny 18. století zdobila ústřední plastika svatého Jiří, jehož jméno kostel nese. Součástí oltáře je polychromovaná dřevořezba zakončená svatozáří se dvěma anděly a olejomalba svaté Anny a Panny Marie. Z malovaných erbů a nápisů na něm je zřejmé, že ho chrámu v roce 1720 darovala rodina Podhorských z Višňového. Vedle oltáře se v minulosti nacházela dřevěná socha Immaculaty držící dítě s říšským jablkem, která byla postavena na zemské polokouli ovinuté hadem.
Kostel je kulturní památkou. Do roku 1994, kdy v Trnové dokončili nový kostel sv. Cyrila a Metoděje, se v něm pravidelně sloužily bohoslužby. V posledních letech[kdy?] prošel komplexní rekonstrukcí a slouží svému původnímu účelu.[zdroj?]